# Leopold Žalda
Dom Leopold Žalda, OSB (7. října 1753, Hradové Střimelice – 1819, Suchdol u Prahy) byl český římskokatolický duchovní, člen benediktinského řádu a v letech 1804-1819 opat Emauzského kláštera na Novém Městě Pražském.

## Život
Pocházel z rodiny kameníka z posázavských Hradových Střimelic. V mládí vstoupil do Sázavského kláštera benediktinského řádu. Zde absolvoval běžnou mnišskou formaci, složil věčné sliby a byl vysvěcen na kněze. I jako mnich se věnoval hudbě a jako hudebník byl poměrně proslulý. Rovněž tak proslul jako kazatel. Po zrušení Sázavského kláštera v roce 1785 odešel do Emauzského kláštera v Praze.
Roku 1804 byl v Emauzích zvolen opatem a tuto funkci zastával patnáct let. Nicméně od roku 1815 se zdržoval stabilně mimo klášter. Žil na (tehdejším) venkově v Suchdole u Prahy na statku, který od roku 1679 byl v majetku emauzských benediktinů. V souvislosti s jeho pobytem byla na statku zřízena malá kaple. V pozdější době statek dostal jméno po novém majíteli - Brandejsův statek. V Suchdole opat Žalda v roce 1819 zemřel a byl pohřben na místním hřbitově u kaple sv. Václava. Novým představeným Emauzského kláštera se stal Robert Petr, který byl ovšem pouze jeho administrátorem.